# Torbern Olof Bergman
Torbern Olof Bergman (Låstad, 20 maart 1735 – Medevi, 8 juli 1784) was een Zweeds scheikundige en mineraloog. Hij is vooral bekend vanwege het feit dat hij de grootste tabellen met chemische affiniteiten ooit gepubliceerd heeft opgesteld. Deze tabellen werden gepubliceerd in zijn magnum opus A Dissertation on Elective Attractions uit 1775. Daarnaast was hij een der eersten die letters gebruikte om chemische identiteiten (zoals elementen) voor te stellen.

## Biografie

### Opleiding
Torbern Olof Bergman werd geboren in 1735 als zoon van Barthold Bergman en Sara Hägg. Reeds op 17-jarige leeftijd ging hij studeren aan de Universiteit van Uppsala. Zijn vader, die zich helemaal niet aangetrokken voldoelde tot wiskunde of natuurwetenschappen, wenste dat zijn zoon rechten of godsgeleerdheid zou studeren. Om zowel zijn vader als zichzelf te behagen studeerde Bergman zodanig hard dat zijn gezondheid hieronder leed. Hij zag zich genoodzaakt zijn studie tijdelijk te onderbreken en hield zich in tussentijd bezig met plantkunde en entomologie. Zo zond Bergman diverse specimen van nieuwe insecten naar natuuronderzoeker Carl Linnaeus. In 1758 keerde hij terug naar de universiteit, alwaar hij zijn doctorstitel behaalde.

### Wetenschappelijke carrière
Bergman werd aangesteld tot lesgever aan de universiteit; hij gaf er onder andere natuur- en wiskunde. Na het uittreden van zijn oud-leraar Johan Gottschalk Wallerius in 1767 stelde Bergman zich kandidaat voor een professoraat in de scheikunde en mineralogie. Er waren echter concurrenten voor die academische positie; zij verweten hem niet-competent te zijn op het vlak van scheikunde, aangezien hij nooit publicaties in dat onderzoeksveld had geschreven. Om deze verwijten te weerleggen sloot Bergman zichzelf gedurende enige tijd op in een laboratorium, waar hij werkte aan een traktaat over de productie van aluin. Dit werd een standaardwerk en hij werd aangesteld tot hoogleraar, een positie die hij tot het einde van zijn leven bekleedde.
In 1764 werd Bergman verkozen tot lid van de Koninklijke Zweedse Academie voor Wetenschappen en in april 1765 werd hij lid van de Royal Society.

### Levenseinde
In 1784, op amper 49-jarige leeftijd, kreeg Bergman een beroerte die hem fataal werd. Hij werd begraven in de kerk van Nykyrka.

## Werk

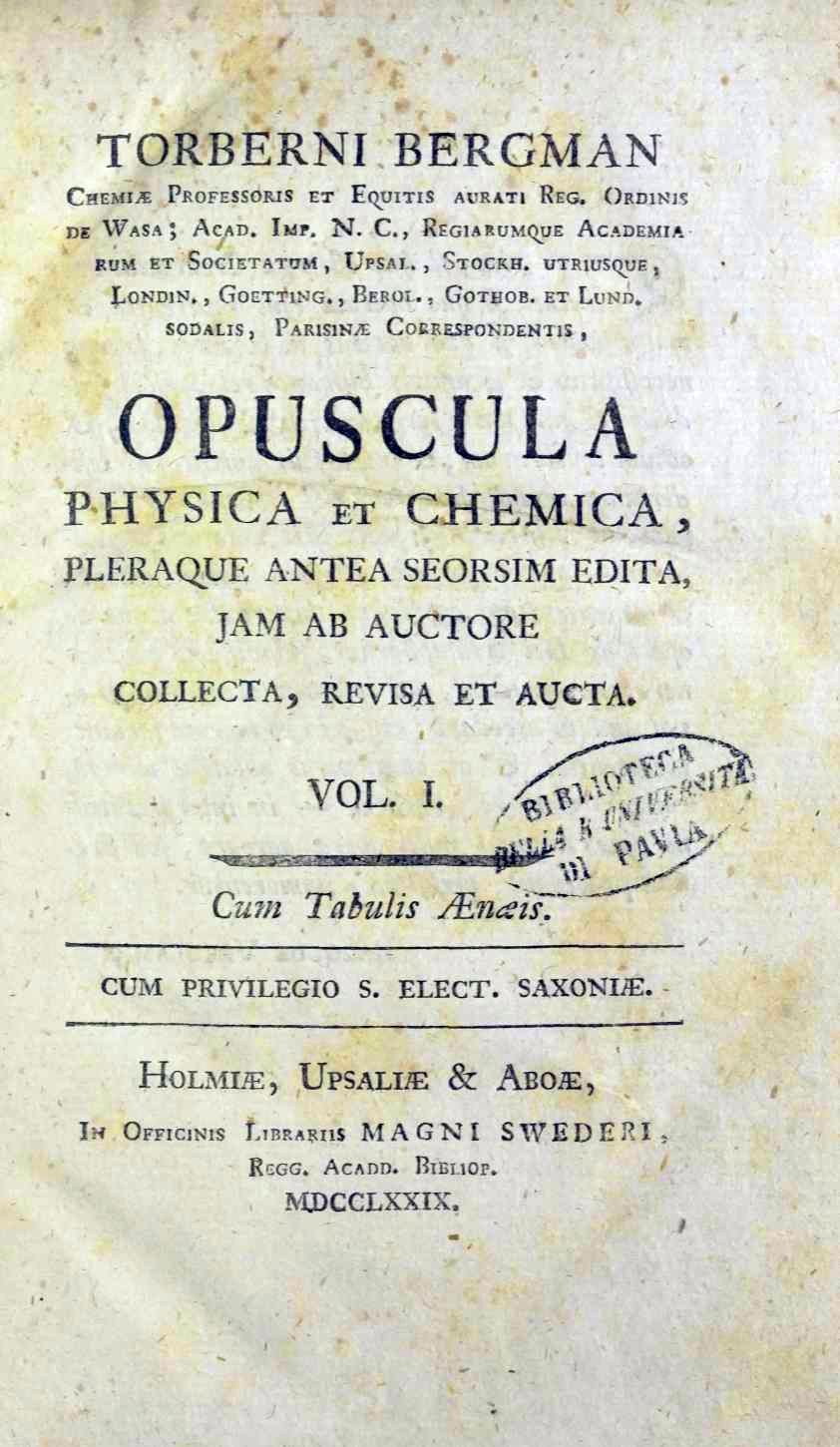
Opuscula physica et chemica, 1779

Torbern Olof Bergman deed diverse bijdragen aan de scheikunde, waaronder de kwantitatieve analyse. Verder ontwikkelde hij een classificatieschema voor mineralen, gebaseerd op chemische eigenschappen en fysiek voorkomen. Daarnaast is hij bekend voor zijn onderzoek naar de chemie van metalen, in de eerste plaats nikkel en bismut.
In 1771, vier jaar nadat de Britse wetenschapper Joseph Priestley voor het eerst sodawater had gemaakt, vond Bergman een proces uit om sodawater te bereiden uit calciumcarbonaat en zwavelzuur.
Aangezien Bergman een aanhanger van de flogistontheorie was, zijn de meeste van zijn werken thans sterk verouderd.

## Publicaties
- A Dissertation on Elective Attractions (1775)[1]
- Essays, Physical and Chemical (1779–1781)
- Physick Beskrifning Ofver Jordklotet (1766)

## Erkenning
Zowel het uraniumhoudend mineraal torberniet als de maankrater Bergman zijn naar Torbern Olof Bergman genoemd.
- Bibsys: 90260815
- Biblioteca Nacional de Chile: 000147576
- Biblioteca Nacional de España: XX5637662
- Bibliothèque nationale de France: cb12969752k (data)
- Catàleg d'autoritats de noms i títols de Catalunya: 981058529784606706
- CiNii: DA02593945
- Gemeinsame Normdatei: 119384981
- International Standard Name Identifier: 0000 0001 2123 172X
- KulturNav: eab54afb-4ace-46ce-9e91-756f06fbf36e
- Library of Congress Control Number: n83017971
- Mathematics Genealogy Project: 145115
- Nationale Bibliotheek van Tsjechië: mzk2009502768
- Nationale bibliotheek van Australië: 35892687
- Nationale Bibliotheek van Israël: 987007274409005171
- Nationale Bibliotheek van Polen: a0000003146409
- Nederlandse Thesaurus van Auteursnamen: 070277036
- Réseau des bibliothèques de Suisse occidentale: 02-A002994338
- LIBRIS: 177866
- SNAC: w68d0nt2
- Système universitaire de documentation: 083957596
- Trove: 1134541
- Virtual International Authority File: 19810665
- WorldCat: E39PBJxH38Gr9CQGXPTpWrRYfq